# منطقه فلای شمالی
منطقه فلای شمالی یکی از منطقه های استان غربی (پاپوآ گینه نو) واقع در کشور پاپوآ گینه نو می باشد. مرکز این منطقه کیونگا است. این منطقه خود از ۵ فرمانداری محلی تشکیل می گردد که هر فرمانداری به منظور سهولت در امر آمارگیری خود به چند بخش تقسیم می شود. طبق سرشماری سال ۲۰۰۰ میلادی جمعیت این منطقه ۵۰٬۶۳۵ نفر بوده است.

## تقسیمات
این منطقه دارای ۵ فرمانداری محلی است که اسامی آن ها به شرح زیر است:
- فرمانداری محلی روستایی کیونگا

- فرمانداری محلی شهری کیونگا

- فرمانداری محلی روستایی نینگروم

- فرمانداری محلی روستایی اولسوبیپ

- فرمانداری محلی روستایی کوهستان ستاره